# Nike Mag
Nike Mag 2011 — обмежена партія взуття, яка була створена компанією Nike. Nike Mag є точною копією взуття з культового фільму Назад у майбутнє 2 (частина дій фільму відбувається у 2015 році).
У кінофільмі «Назад у майбутнє 2» є епізод, де головний герой, Марті МакФлай потрапляє до 2015 року і виявляє там досить незвичайні, як для хлопця з вісімдесятих років двадцятого століття, кросівки — високі і які світяться. Ось саме таке взуття і випустила компанія Nike, назвавши ці кросівки Nike Mag. Єдина невідповідність: вони не можуть само зашнуровуватись, як це було показано у фільмі.
Кросівки Nike Mag випущені не широкою партією для продажу по всьому світу, а маленькою партією лише в 1500 пар, які були продані через інтернет-аукціон eBay. Усі кошти отримані від продажу, компанія Nike витратила на благодійність.
Починаючи з 8 вересня 2011 року на eBay виставлялися кожен день по 150 пар цього незвичайного взуття. Таким чином, Nike планувала заробити на обмеженій партії Nike Mag якомога більше грошей. Всі отримані кошти були відправлені на рахунки фонду боротьби з хворобою Паркінсона. Фонд був названий на честь актора Майкла Джей Фокса, виконавця головної ролі в серії фільмів «Назад у майбутнє», який вже два десятиліття активно бореться з цією хворобою в собі та у всьому світі.